# Walter Friedensburg
Karl Walter Friedensburg (né le 6 mars 1855 à Hambourg et mort le 19 février 1938 à Wernigerode) est un archiviste et historien allemand.

## Biographie
Walter Friedensburg est le fils d'un rédacteur en chef d'un journal de Hambourg. En 1874, alors qu'il étudie à Göttingen, il devient membre de la fraternité du Schwarzburgbund (de), Burschenschaft Germania. Après des études d'histoire à l'université de Göttingen et Breslau, Friedensburg obtient un emploi d'assistant aux archives aux Archives d'État de Magdebourg en 1880. Avant cela, en 1877, il reçoit son doctorat. En 1882, il est nommé assistant aux archives. À partir de 1878, il travaille comme conférencier privé à Marbourg et plus tard à Göttingen. En 1889, Walter Friedensburg devient professeur associé à l'université Martin-Luther de Halle. De 1888 à 1901, il est associé à l'Institut historique allemand de Rome, qu'il dirige de 1892 à 1901. En 1901, il devient directeur et chef des Archives d'État de Stettin. Il y est nommé conseiller des archives privées. En 1913, il est transféré aux Archives d'État de Magdebourg dans cette fonction, qu'il dirige jusqu'à sa retraite en 1923. Il passe le reste de sa vie à Wernigerode dans les montagnes du Harz dans la villa qu'il a achetée au 15 Roonstraße.
Dès 1913, Walter Friedensburg est membre de la Commission historique de la province de Saxe et d'Anhalt (de), qu'il dirige en 1922 et 1923.

## Œuvres (sélection)
- Ludwig IV. der Bayer und Friedrich von Oesterreich von dem Vertrage zu Trausnitz bis zur Zusammenkunft in Innsbruck. 1325–1326. R. Peppmüller, Göttingen 1877 (Göttingen, Universität, Dissertation, 1877).
- Der Reichstag zu Speier 1526. Im Zusammenhang der politischen und kirchlichen Entwicklung Deutschlands im Reformationszeitalter (= Historische Untersuchungen. H. 5, ZDB-ID 514852-2). Gaertner, Berlin 1887.
- Nuntiaturberichte aus Deutschland. Nebst ergänzenden Aktenstücken. Abteilung 1: 1533–1559. (Bände 1–4, 8–11). 1892–1910, ZDB-ID 1050386-9:
  - Band 1: Nuntiaturen des Vergerio. 1533–1536. Perthes, Gotha 1892;
  - Band 2: Nuntiatur des Morone. 1536–1538. Perthes, Gotha 1892;
  - Band 3: Legation Aleanders. 1538–1539. Hälfte 1. Perthes, Gotha 1893;
  - Band 4: Legation Aleanders. 1538–1539. Hälfte 2. Perthes, Gotha 1893;
  - Band 8: Nuntiatur des Verallo. 1545–1546. Perthes, Gotha 1898;
  - Band 9: Nuntiatur des Verallo. 1546–1547. Perthes, Gotha 1899;
  - Band 10: Legation des Kardinals Sfondrato. 1547–1548. Bath, Berlin 1907;
  - Band 11: Nuntiatur des Bischofs Pietro Bertano von Fano. 1548–1549. Bath, Berlin 1910.
- Am Vorabend des Schmalkaldischen Krieges. Denkschrift aus der Umgebung Kaiser Karls V. In: Quellen und Forschungen aus Italienischen Archiven und Bibliotheken. Bd. 2, 1899,  (ISSN 0079-9068), p. 140–151.
- Aktenstücke über das Verhalten der römischen Kurie zur Reformation 1524 und 1531. In: Quellen und Forschungen aus Italienischen Archiven und Bibliotheken. Bd. 3, 1900, p. 1–20.
- Ein Denkmal preussischer Toleranz im 18. Jahrhundert. In: Quellen und Forschungen aus Italienischen Archiven und Bibliotheken. Bd. 5, 1903, p. 125–129.
- Zwei Aktenstücke zur Geschichte der kirchlichen Reformbestrebungen an der Römischen Kurie (1536–1538). In: Quellen und Forschungen aus Italienischen Archiven und Bibliotheken. Bd. 7, 1904, p. 251–267.
- Die Chronik des Cerbonio Besozzi, 1548–1563, Fontes rerum austriacarum: Österreichische Geschichtsquellen. Erste Abteilung, Scriptores. Band 9, Wien 1904.
- Geschichte der Universität Wittenberg. Niemeyer, Halle 1917, DNB 579414760, Digitalisierte Ausgabe der Bibliothèque universitaire et d'État de Düsseldorf
- Die Provinz Sachsen, ihre Entstehung und Entwicklung. Gebauer-Schwetschke, Halle 1919.
- Urkundenbuch der Universität Wittenberg. Herausgegeben von der Historischen Kommission für die Provinz Sachsen und für Anhalt. 2 Bände. Selbstverlag der Historischen Kommission der Provinz Sachsen und Anhalt Magdeburg. E. Holtermann, Magdebourg 1926–1927, DNB 560486685:
  - Band 1: 1502–1611 (= Geschichtsquellen der Provinz Sachsen und des Freistaates Anhalt. Neue Reihe, Bd. 3, ZDB-ID 985360-1). 1926, DNB 365864390;
  - Band 2: 1611–1813 (= Geschichtsquellen der Provinz Sachsen und des Freistaates Anhalt. Neue Reihe, Bd. 4). 1927, DNB 365864404.
- Kaiser Karl V. und Papst Paul III. (1534–1549) (= Schriften des Vereins für Reformationsgeschichte. Bd. 153,  (ISSN 0171-2179)). M. Heinsius Nachfolger, Leipzig 1932.
- Johannes Sleidanus: Der Geschichtsschreiber und die Schicksalsmächte der Reformationszeit (= Schriften des Vereins für Reformationsgeschichte. Jahrgang 52). M. Heinsius Nachfolger, Leipzig 1935.